# Le Fils du désert (film, 1936)
Pour les articles homonymes, voir Le Fils du désert (homonymie).
Pour plus de détails, voir Fiche technique et Distribution.
Le Fils du désert (titre original : Three Godfathers) est un film de Noël américain en noir et blanc réalisé par Richard Boleslawski, sorti en 1936.
Un remake sera tourné en 1948, avec John Wayne.

## Synopsis
Une semaine avant Noël, trois voleurs de banque en route pour la ville de New Jerusalem (Nouvelle Jérusalem) dans le but d'y commettre un nouveau forfait, trouvent dans le désert qu'ils traversent un nouveau-né et sa mère mourante.

## Fiche technique
- Titre français : Le Fils du désert
- Titre original : Three Godfathers
- Réalisateur : Richard Boleslawski
- Scénario : Edward E. Paramore, Jr., Manuel Seff, d’après le roman The Three Godfathers de Peter B. Kyne (en) (1913)
- Photographie : Joseph Ruttenberg
- Montage : Frank Sullivan
- Directeur artistique : Cedric Gibbons
- Musique : William Axt
- Producteur : Joseph L. Mankiewicz
- Société de production : Metro-Goldwyn-Mayer
- Format : noir et blanc - image : 1,37:1 - son : Mono (Western Electric Sound System)
- Genre : western
- Durée : 81 min
- Date de sortie : 6 mars 1936 ( États-Unis)

## Distribution
- Chester Morris : Robert Sangster
- Lewis Stone : James "Doc" Underwood
- Walter Brennan : Sam "Gus" Barton
- Joseph Marievsky : Pedro
- Irene Hervey : Molly
- Sidney Toler : le professeur Amos Snape
- Dorothy Tree : Blackie Winter
- Roger Imhof : le shériff
- Willard Robertson : le révérend McLane
- Robert Livingston : Frank Benson
- John Sheehan : Ed Barrow
- Victor Potel : 'Buck Tooth'
- Helen Brown : Mme George Marshall
- Harvey Clark : Marcus Treen
- Virginia Brissac : Mme McLane
- Jean Kircher : le bébé